# سينما مترو
سينما مترو هي إحدى السينمات التاريخية في وسط القاهرة، مصر، وتقع في 35 شارع طلعت حرب. تُعتبر من أقدم دور العرض السينمائية في القاهرة، حيث تأسست عام 1938 وفتحت أبوابها رسميًا في 2 فبراير 1940. كانت أول سينما مكيفة في مصر، ، شهدت أحداثًا تاريخية مثل تفجير 1947 وأضرار من حريق القاهرة 1952، ولا تزال تعمل حتى اليوم، مقسمة إلى أربع قاعات عرض.

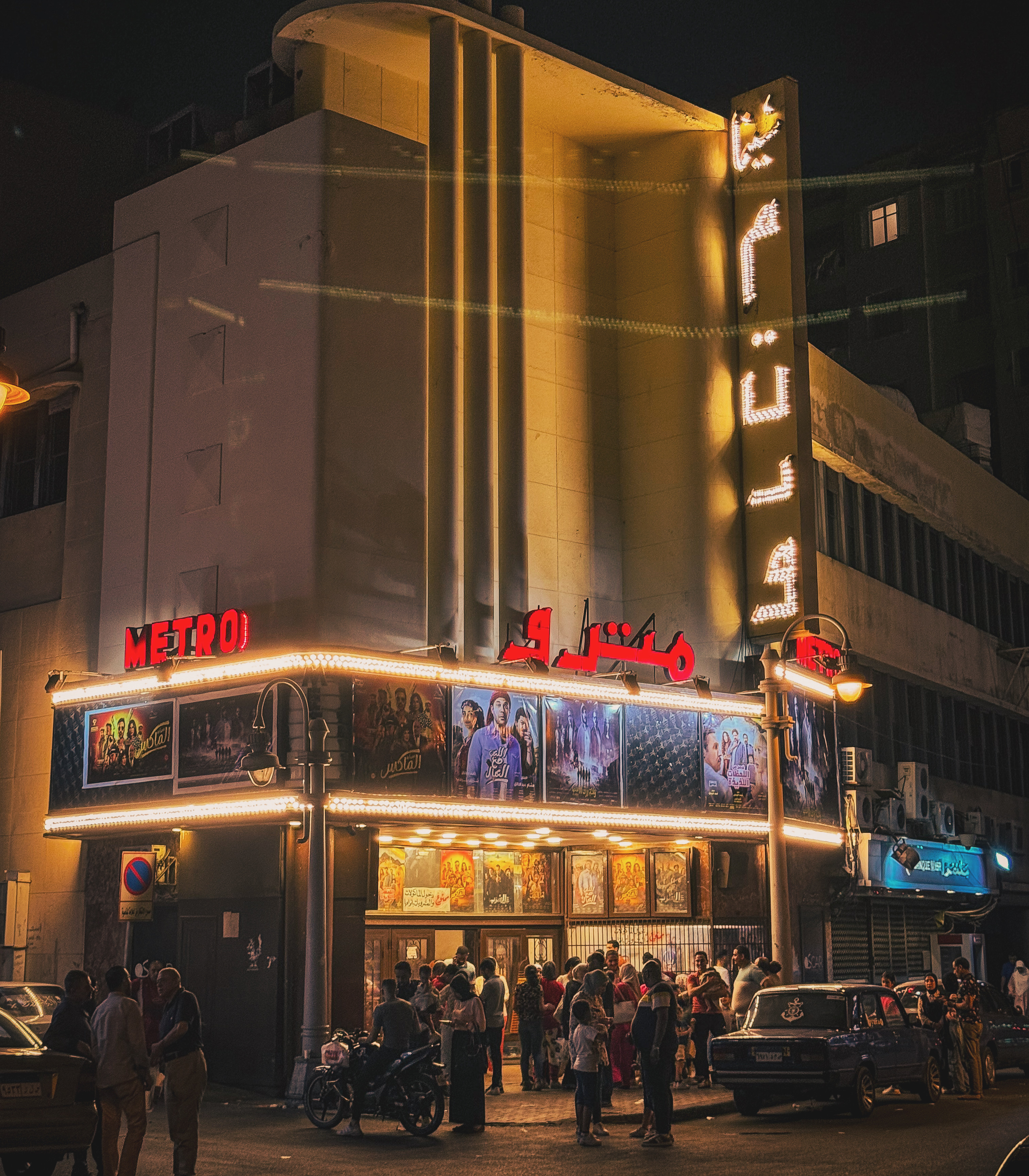
سينما مترو الاسكندرية

وكجزء من توسع شركة "مترو جولدوين ماير" تم إنشاء سينما مترو الإسكندرية ، في  خمسينات القرن العشرين وأصبحت جزءًا من المشهد الثقافي في الإسكندرية. بعد ثورة يوليو 1952، خضعت السينما للتأميم مع باقي ممتلكات شركة مترو جولدوين ماير في مصر، وأصبحت تُدار كجزء من القطاع العام.

## التاريخ
تأسست سينما مترو بواسطة شركة "مترو جولدوين ماير" الأمريكية، وكانت جزءًا من محاولة الشركة لتوسيع نطاقها في الشرق الأوسط. بعد ثورة 23 يوليو 1952، تم تأميمها وأصبحت جزءًا من الممتلكات العامة. افتتحت بعرض بفيلم "ذهب مع الريح"، وهو فيلم كلاسيكي فاز بـ8 جوائز أوسكار. تعرضت السينما لتفجير في 6 مايو 1947 نُسب إلى جماعة الإخوان المسلمين، وتأثرت أيضًا بحريق القاهرة في 26 يناير 1952. في 2008، نشب حريق آخر بسبب قصر كهربائي. في 2006، تم إيجارها لشركة "العربية للإنتاج السينمائي" لمدة 25 عامًا، وتم تقسيمها إلى أربع قاعات 
تم تصميم سينما مترو وتجهيزها بالكامل بواسطة معدات وتصاميم من الولايات المتحدة الأمريكية، مما جعلها واحدة من أحدث السينمات في ذلك الوقت. كانت أول سينما مكيفة في مصر، مما يعكس الاهتمام بالراحة للمشاهدين. بلغ عدد مقاعدها في البداية 1526 مقعدًا، وهو رقم كبير يعكس أهميتها كوجهة رئيسية للترفيه في وسط القاهرة. على الرغم من عدم وجود تفاصيل دقيقة عن العمارة، إلا أن تصميمها يُعتبر حديثًا لعصره، مع تركيز على الجودة والراحة.
تم إنشاء سينما مترو الإسكندرية كجزء من توسع شركة "مترو جولدوين ماير" (MGM) الأمريكية في مصر خلال القرن العشرين، على غرار فرع القاهرة. على الرغم من أن تاريخ افتتاح الفرع في الإسكندرية ليس موثقًا بدقة مثل فرع القاهرة (الذي افتتح في 2 فبراير 1940)، إلا أن السينما كانت موجودة منذ منتصف القرن العشرين وأصبحت جزءًا من المشهد الثقافي في الإسكندرية. بعد ثورة يوليو 1952، خضعت السينما للتأميم مع باقي ممتلكات شركة MGM في مصر، وأصبحت تُدار كجزء من القطاع العام.